# خدای جنگ (بازی ویدئویی ۲۰۰۵)
خدای جنگ (به انگلیسی: God of War) یک بازی ویدئویی به سبک اکشن-ماجراجویی و هک اند اسلش است که توسط استودیو سنتا مونیکا توسعه یافته و به‌وسیلهٔ سونی کامپیوتر انترتینمنت برای نخستین بار در ۲۲ مارس ۲۰۰۵ برای کنسول پلی‌استیشن ۲ انتشار یافته‌است. این بازی اولین قسمت در مجموعه بازی‌های خدای جنگ است. این بازی با الهام از اساطیر یونانی، و در یونان باستان روایت می‌شود و موضوع اصلی آن دربارهٔ انتقام است. بازیکن کنترل ابر شرور اصلی داستان به نام کریتوس، جنگجوی اسپارت را بر عهده دارد که به خدایان المپ خدمت می‌کند. آتنا ایزدبانوی خرد، وظیفهٔ کشتن آرس، خدای جنگ یونان و مربی سابق کریتوس را به وی محول می‌کند که کریتوس را برای کشتن همسر و دخترش فریب داده بود. هنگامی که آرس از روی تنفری که نسبت به آتنا داشت شهر آتن را محاصره می‌کند، کریتوس عازم مأموریتی برای یافتن یک شیء باستانی می‌شود که قادر به از بین بردن خدای جنگ یک بار برای همیشه است؛ جعبه پاندورا.
گیم پلی بازی خدای جنگ بر پایه مبارزات با حرکات کمبو قرار دارد که توسط سلاح کریتوس، تیغه‌های آشوب و دیگر سلاح کریتوس که در ادامه بازی به دست می‌آید قابل دست یابی و اجرا است. ویژگی رویداد فوری در بازی به بازیکن کمک می‌کند تا بتواند حرکت‌های مختلف اکشن در بازی را پشت سر هم و بدون وقفه اجرا کند تا بتواند دشمن‌های قوی تر و باس‌های مختلف در بازی را شکست دهند. بازیکن می‌تواند از چهار قدرت جادویی خود در مبارزات بازی نیز استفاده کند که قدرت‌های ارتقایی هستند و در طول بازی قدرتمند تر و آسیب زننده تر می‌شوند. در کنار مبارزات، بازی دارای پازل‌ها و عناصر پلتفرمی مختلف نیز است.
خدای جنگ،بیش از ۴٫۶ میلیون نسخه در سراسر جهان شروع کرد و آن را به چهاردهمین بازی پرفروش تمام زمان بر روی کنسول پلی‌استیشن ۲ تبدیل کرد. با در نظر گرفتن اینکه بازی یکی از بهترین بازی‌های اکشن-ادونچر بر روی سکوی پلی‌استیشن ۲ است، بازی جایزه گیم اواردز سال ۲۰۰۷ را به دست آورد. در سال ۲۰۰۹ وبگاه سرگرمی آی‌جی‌ان بازی را یکی از برترین هفت بازی تمام دوران پلی‌استیشن ۲ قرار داد. بازی همچنین با ستایش فراوانی به دلیل گرافیک، صدا، داستان و گیم پلی روبه رو شد و به عنوان یکی از بهترین بازی‌های ساخته شده در تمام تاریخ شناخته شد. موفقیت بازی منجر به ایجاد بیش از هفت بازی دیگر و گسترش در دیگر رسانه‌ها مانند فیلم شد. این بازی و اولین دنباله آن یعنی خدای جنگ ۲ هر دو در سال ۲۰۰۹ برای کنسول پلی‌استیشن ۳ در قالب کالکشن خدای جنگ عرضه شدند. و دومین کالکشن خدای جنگ در سال ۲۰۱۲ به نام خدای جنگ ساگا باز هم برای پلی استیشن ۳ عرضه شد. از روی بازی یک رمان در سال ۲۰۱۰ منتشر شد و یک اقتباس سینمایی نیز از سال ۲۰۰۵ در حال توسعه است.
. خدای جنگ بر طبق بازبینی جمعی وبگاه متاکریتیک به‌طور کلی با واکنش‌های بسیار خوبی از سوی منتقدان همراه بود و با میانگین امتیاز ۹۴ از ۱۰۰ قرار دارد. دنباله‌های این بازی با نام خدای جنگ ۲ در ۱۳ مارس ۲۰۰۷، و سومین قسمت نیز با نام خدای جنگ ۳ برای کنسول پلی‌استیشن ۳ در تاریخ ۱۶ مارس ۲۰۱۰ منتشر شده‌است. در ۲۰ آوریل ۲۰۱۸ سری جدید فارغ از سه‌گانه مشهور بازی به نام خدای جنگ بر روی پلی‌استیشن ۴ و پلی استیشن ۵ عرضه شد.
خدای جنگ یک بازی اکشن-ادونچر سوم شخص با عناصر هک اند اسلش است و دوربین بازی از زوایای مختلف در بازی محیط را نشان می‌دهد. بازیکن کنترل شخصیت کریتوس را در مبارزات کمبویی، بخش‌های سکو و پرشی، حل پازل‌ها، مبارزات با دشمنان اساطیری یونان که شامل سربازان نامیرا، هارپی‌ها، مینوتور، سیکلوپ‌ها، ارواح، گورگن، مدوسا، سیرن‌ها، ساتیرها (satyr)، سانتورها، سگ‌های سه سر و باس‌های بزرگ مانند هیدرا یا یک مینوتور بسیار بزرگ که نگهبان جعبه پاندورا است. عناصر بخش سکو و پرشی به بازیکن توانایی بالا رفتن از دیوار، نردبان، پریدن از روی صخره‌ها و تاب خوردن با طناب‌ها و بالا رفتن از آنها را، تعادل بر قرار کردن در هنگام عبور از روی لبه‌ها و میله‌ها را نیز می‌دهد تا از بخش‌های مختلف بازی بازیکن عبور کند. بعضی از پازل‌های بازی مانند جابجا کردن یک جعبه و قرار دادن آن در قسمتی برای پریدن از آن مکان قرار دهد. برخی پازل‌ها مانند جمع‌آوری اشیاء مختلف از بخش‌های مختلف بازی برای بازکردن در پیچیده‌تر هستند.
در محیط بازی سه نوع جعبه با رنگ‌های مختلف قرمز، سبز و آبی یافت می‌شود که شامل نورهای رنگی مربوط به همان نور است. نور سبز نوتر سلامتی را پر می‌کند. نور آبی نوار قدرت و جادو را پر می‌کند. نور قرمز مربوط به جمع‌آوری امتیاز برای ارتقا سلاح‌ها، قدرت‌ها و پر کردن نوار خشم اسپارتا است. خشم اسپارتا قابلیتی است که با پر شدن نوار آن کریتوس قدرت و خشم بیشتری در مبارزات و توانایی آسیب زدن بیشتری به دشمنان دارد. نوار قرمز با کشتن دشمن‌های بازی و تخریب اشیاء غیرقابل حرکت در محیط بازی به دست می‌آید. بازیکن با جمع‌آوری چشم گورگن و پر سیمرغ به ترتیب باعث افزایش نوار سلامتی و جادو می‌شود.
سلاح اصلی کریتوس در بازی خدای جنگ تیغه‌های آشوب است که قسمتی از شمشیر است و با زنجیر به دور دست و بازو کریتوس پیچیده شده‌است. در گیم پلی بازی تیغه‌ها توانایی چرخش در حالت‌های مختلفی را دارند. در ادامه بازی کریتوس یک سلاح دیگر به نام شمشیر آرتیموس به دست می‌آورد که از آن به عنوان گزینه پیشنهادی اختیار مبارزات استفاده می‌شود و نوع از نبرد جدیدی با حرکات جدیدی در نبرد با این شمشیر وجود دارد. کریتوس در طول بازی می‌آموزد که از قدرت‌های جدیدی که به دست آورد استفاده کند. نگاه مدوسا، رعد و برق پوزئیدون و ارتش هادس از قدرت‌های موجود در بازی هستند. قطعه مقدس پوزئیدون، خدای دریاها که یک سه شاخه است به کریتوس توانایی شنا کردن و جستجو در زیر آب را می‌دهد. در ابتدا بازی، کریتوس دارای یک توانایی ویژه به نام خشم خدایان می‌شود که به صورت موقت حالت نامیرایی و قدرت آسیب بیشتر به کریتوس می‌دهد.
رویداد فوری در مبارزات بازی زمانی شروع می‌شود که بازیکن یک دشمن قوی یا یک رئیس بزرگ را خسته می‌کند. در این هنگام بازیکن با زدن دکمه‌های پیاپی که در صفحه بازی نمایش داده می‌شود صحنه انیمشنی بازی را تا نابودی دشمن پیش می‌برد. این رویداد به کریتوس محدودیت‌های کمتری در گیم پلی ایجاد می‌کند و یک صحنه سینمایی را نشان می‌دهد که بازیکن با زدن دکمه‌های مشخص با آن تعامل می‌کند، در پایان، اگر بازیکن تمام دکمه را درست زده باشد دشمن کشته می‌شود و اشتباه زدن دکمه‌ها منجر به آسیب رسیدن به کریتوس می‌شود.
هنگامی که بازی به پایان می‌رسد ۱۰ چالش آزمایشی در بازی باز می‌شود که به آن چالش خدایان گفته می‌شود. این چالش‌ها از بازیکنان در خواست انجام یک سری از کارهای مشخص شده را دارد. بازیکن با انجام این کارها ممکن است منجر به بازشدن لباس‌های مختلف کریتوس کریتوس شود. علاوه بر پشت صحنه ویدیوها، هنر مفهومی شخصیت‌ها و محیط‌های بازی که به عنوان جایزه می‌تواند باز شود. با تمام کردم هر سطح دشواری پاداش‌های دیگری نیز باز می‌شود.

## وقوع بازی و مکان‌ها
خدای جنگ یک طرح خیالی و انتخابی از یونان باستان است که با تایتان‌ها، خدایان یونان و دیگر موجودات اساطیر یونانی است. بدون در نظر گرفتن فلش بک‌های بازی، وقایع داستان بازی بین دو نسخه خدای جنگ: زنجیرهای المپ و خدای جنگ: روح اسپارتا رخ می‌دهد. بازی به‌طور کل شش محیط متفاوت و قابل جستجو است. دو محیط اول بازی طرح خیالی از دریای اژه و شهر آتن است. محیط‌های بعدی بازی نیز به ترتیب، بیابان ارواح گمشده، معبد پاندورا، دنیای مردگان و یک صحنه کوتاه از کوه المپیوس نیز وجود دارد.
اولین محیط بازی یعنی دریای اژه طرحی با کشتی‌های شکسته و غرق شده‌است. محیط بعدی بازی، آتن، شهری نابود شده‌است که زیر حمله‌های خدای جنگ، آرس قرار دارد. بعد از شهر آتن بیابان ارواح گمشده، بیابانی با بادها و شن‌های زیاد که دارای خرابه‌های باستانی نیز است. بخش اعظم بازی در معبد پاندورا رخ می‌دهد که با زنجیر به کرونوس، تایتان عظیمی که در در بیابان روی زمین کشیده می‌شود. بسته شده‌است. معبد بزرگ پاندورا، توسط پاتوس وردس، معماری که جنازه آن در بازی دیده می‌شود طراحی شده‌است. برای بازکردن یکی از درهای معبد باید سر پاتوس وردس را جدا کند و در را باز کند. معبد پاندورا پر از تله‌ها و هیولاهای مختلف است. معبد دارای سه قسمت است و هر قسمت به ترتیب به تایتان اطلس، پوزئیدون و هادس اختصاص دارد. دنیای مردگان، قلمرو آتشینی با ستون‌های میخکوب شده در آن است که ارواح تمام دشمنانی که در در بازی با آنها مواجه شده‌اید به شکل آتشین می‌بینید. آخرین سکانس‌های بازی به ترتیب نمایی از شهر آتن و آخرین صحنه بازی یعنی کوه المپ که در دامنه آن آرس خدای جنگ و کریتوس با هم نبرد می‌کنند. بازیکن در صحنه آخر بازی کریتوس را می‌بیند که وارد قصر خدای جنگ می‌شود.

## شخصیت‌ها
شخصیت اول بازی، کریتوس (ترنس سی کارسون) جنگجوی اسپارتان است که برای خدایان المپ خدمت می‌کند. دیگر شخصیت‌های بازی شامل آتنا(کرول راگی) همراه و هدایت کننده کریتوس در بازی است. آرس (استیون بلوم)، خدای جنگ و اصلی‌ترین شخصیت منفی بازی است دیگر شخصیت‌ها، پوزئیدون (فرد تاتاسیور) خدای دریاها، آفرودیته (کرول راگی) الهه زیبایی، آرتمیس (کلودیا بلک) الهه شکار، و در نهایت هادس (نولان نورث) خدای دنیای مردگان تمام شخصیت‌های اصلی بازی هستند. از شخصیت‌های فرعی بازی می‌توان به پیشگوی شهر آتن (سوزان بلیکسلی)، گورگن (پاول ایدینگ)، جنازه سوز (کریستوفر کوری اسمیت) و ناخدای کشتی (کیت فرگوسن) اشاره کرد. شخصیت‌های نیز مانند همسر کریتوس (گوئندولینه یئو) , دختر کریتوس کالیوپی، پادشاه بربرها و پیشگوی روستا (سوزان بلیکسلی) در فلش بک‌های بازی به گذشته دیده می‌شوند. بازی توسط لیندا هانت راوی بازی روایت می‌شود.

## داستان
بازی با شخصیت اصلی داستان یعنی کریتوس آغاز می‌شود که می‌گوید «خدایان المپیوس مرا رها کرده‌اند دیگر هیچ امیدی نیست» او خود را از بلندترین کوه یونان به پایین پرتاب می‌کند. سپس بازی به سه هفته قبل برمی‌گردد نمایش اتفاقاتی که سرنوشت بدبختانه‌اش را می‌سازد. او به مأموریتی فرستاده می‌شود که برای نجات دادن شهر آتن باید خدای جنگ یعنی آرس را بکشد. نام کریتوس هر جنگجویی را در سراسر عالم به لرزه می‌انداخت. او به عنوان یک رهبر دارای خصلت‌های شجاعت، زیرکی، تاکتیک‌های جنگی و سرسختی در نبرد بود. زن‌ها بچه‌ها و مردان زیادی از لب تیغ این جنگجو گذشته‌اند. همسرش تنها کسی بود که می‌توانست جلوی خشم کریتوس را بگیرد. سرانجام روزی آمد که کریتوس نمی‌توانست پیش‌بینی کند. ارتش او با ۵۰ مرد جنگجوی ورزیده در برابر هزاران نفر از لشکریان بربرها و قبایل بادیه‌نشین وحشی از مشرق‌زمین قرار گرفت. بعد از نبردی چند ساعته لشکر کریتوس مانند خود او در جنگی وحشیانه شکست می‌خورد. کریتوس در برابر رهبر بیگانگان شکست خورده بود، چند ثانیه تا مرگ فاصله داشت. با کمال ناامیدی او آرس خدای جنگ را صدا می‌زند، و می‌گوید: آرس دشمنان مرا نابود کن و جان مرا در اختیار بگیر.
خدای جنگ که شاهد این نزاع است به درخواست کریتوس جواب می‌دهد و در یک لحظه تمامی سربازان دشمن را تکه‌تکه می‌کند. آرس به کریتوس تیغه‌های آشوب "Blades of Chaos" را می‌دهد تیغه‌هایی که دراعماق جهنم ساخته شده‌است. این اسلحه ترکیبی از ۲ شمشیر که که مانند ۲ خنجر به انتهای زنجیر است تشکیل شده. زنجیرها در دست کریتوس می‌پیچند و گوشت دست او را ذوب می‌کنند. این زنجیرها برای همیشه قول کریتوس را به او یادآور می‌شود. در یک چشم به هم زدن رهبر وحشیان بادیه‌نشین می‌میرد… کریتوس با شمشیرهای آشوب سر رهبر وحشیان را می‌برد.
کریتوس، وفادار به قولش از این به بعد تمامی دستورهای خدای جنگ را اجرا می‌کند. کریتوس به نام خدای جنگ انسان‌های زیادی را می‌کشد. حتی به دهکده وفادار به آتنا هم رحم نمی‌کند. به درخواست کریتوس مردانش تمامی دهکده را به آتش کشاندند. در طول کشتار کریتوس معبدی را پیدا می‌کند که به او احساس می‌دهد هرگز نباید به آن قدم بگذارد. قبل از داخل شدن غیبگوی دهکده به او اخطار می‌دهد که خطرات معبد بیشتر از آن چیزیست که کریتوس فکر می‌کند. کریتوس بی‌توجه به پیرزن وارد معبد می‌شود، خون جلوی چشمان او را گرفته. هر کس در نزدیکی کریتوس بود جان سالم بدر نبرد. کریتوس همه را قطعه قطعه کرد. بالاخره او دو قربانی آخر خود را هم گرفت. هر چند همه چیز تغییر پیدا کرد، وقتی کریتوس به عقل آمد دید در جلوی چشمان او جسد همسر و دختر کوچکش پیداست. بله او با دستان خود آن دو را کشته بود برای او بسیار گیج‌کننده بود که خانواده او آنجا چه می‌کردند در حالی که او آخرین بار در شهر اسپارتا از آن‌ها خداحافظی کرده بود تا به جنگ بیاید. خدای جنگ که یک بار جان او را نجات داده بود برای او توضیح می‌دهد که برنامه‌هایش چه بوده‌است. او ظاهر می‌شود و توضیح می‌دهد که زن و بچه‌اش آخرین ریسمان‌های انسانیت در زندگیش بوده‌اند؛ ولی حقیقتی در راه بود جادوگر دهکده از خاکستر زن و بچه‌اش که در معبد سوخته بودند برای نفرین ابدی او استفاده کرد تمامی بدن کریتوس را خاکستر سفید خانواده‌اش پوشاندند به غیر از خالکوبی قرمز بدنش. نفرینی که همیشه و همه جا به‌دنبال او بود.
کریتوس از تابعیتش به خدای جنگ دست می‌کشد. او ۱۰ سال در دنیا سرگردان شد از این بندر به بندری دیگر از مکانی به مکان دیگر ولی کابوس‌ها او را رها نمی‌کردند انگار این افکار مانند طاعون مغزش را فاسد کرده بودند. خاطرات کشتن زن و فرزندش وجودش را فرا گرفته بود. بعد از ۱۰ سال خدای جنگ خودش به آتن حمله می‌کند جایی که آتنا خواهرش محافظ آن بود. به وسیله قانون زئوس خدایان از جنگ با خودشان منع شده بودند. بنابرین برای نجات شهر باید به دنبال موجودی فانی می‌گشت که بتواند خدای جنگ را نابود کند. او به‌دنبال کریتوس می‌رود و قول می‌دهد که در برابر متوقف کردن خدای جنگ گناهان و جنایت‌هایش را می‌بخشد، و کریتوس قبول می‌کند. کریتوس ابتدا شروع به یافتن پیشگوی آتن می‌کند. وقتی به معبد پیشگو رسید، پیرمردی را دید که در حال کندن قبر است، پیرمرد گفت که مجبور است قبر بزرگی را بکند و وقت هم ندارد و بعد پیرمرد به کریتوس حرفی زد که نمی‌توانست باور کند. قبری که او می‌کند برای یک نفر بود و آن یک نفر هم کریتوس بود.
بر اساس دانسته‌های پیرمرد غیبگو او فقط با یک راه می‌توانست خدای جنگ را نابود کند و آن هم پیدا کردن جعبه پاندورا افسانه‌ای بود. آتنا به کریتوس می‌گوید که چطور باید به جعبه پاندورا دست پیدا کند. او باید به داخل کوهستانی می‌رفت که بر سوار آخرین تیتان یعنی کرونوس، که پدر بیرحم زئوس بود. بالاخره با سعی و تلاش و پشت سر گذاشتن تهدیدات بسیار مهلک کریتوس موفق شد به جعبه پاندورا دست پیدا کند؛ ولی قبل از رسیدن به آتن همراه جعبه، خدای جنگ از این مسئله آگاه می‌شود که کریتوس به جعبه دست پیدا کرده. در حالی که در حال جنگ بود از مسافتی بسیار دور با ستون سنگی تیز به طرف کریتوس که در معبد پاندورا بود پرتاب می‌کند. تیر پس از طی مسافت بسیار زیادی به کریتوس می‌رسد و شکم او را پاره می‌کند و او را به دیوار می‌کشد. در آخرین لحظات عمر کریتوس خاطرات کشتارش، کشتار زن و بچه‌اش در ذهنش تداعی می‌شود. کریتوس با درماندگی می‌بیند که نوکران خدای جنگ چگونه جعبه پاندورا را با خود می‌برند. کریتوس در دوزخ سقوط می‌کند، او شکست می‌خورد اما نمی‌خواهد بمیرد. او در راه جهنم با جامعه جنایت کارن مبارزه می‌کند. در انتهای راه به زنجیری رسید که یک سر آن به آسمان وصل بود. در آخر زنجیر همان پیرمردی بود که داشت قبر می‌کند او می‌گوید آتنا تنها خدایی نیست که از تو مواظبت می‌کند گورکن پیر این را گفت و غیب شد. کریتوس از صحرای روحهای سرگشته با تمامی دام‌ها و خطرهایش عبور می‌کند و بالاخره موفق می‌شود که از دوزخ خودش فرار کند. یک کار باقی‌مانده بود پیدا کردن جعبه پاندورا. او وقتی به خدای جنگ رسید جعبه با زنجیری به دستان خدای جنگ وصل بود. با پرتاب یک صاعقه به طرف دستان خدای جنگ توانست زنجیر را از دستان خدای جنگ پاره کند. جعبه سقوط می‌کند و کریتوس باز هم آن را پس می‌گیرد. در آخر نبردی مانده بود بین کریتوس و خدای جنگ که سرنوشت آتن را رقم می‌زند. در یک اقدام تدافعی خدای جنگ کریتوس را داخل ذهن خودش به دام انداخت. او توهماتی از خانواده‌اش را برای ذهن کریتوس ساخت که به دستان خود کریتوس کشته می‌شدند. کریتوس عهد می‌کند که نگذارد دیگر بار خانواده‌اش به دست خدای جنگ بمیرند و از آن‌ها در مقابل موجوداتی که شبیه خودش بودند و قصد کشتن خانواده‌اش را داشتند محافظت کند. بالاخره کریتوس بر دشمنان خیالیش پیروز می‌شود و خانواده‌اش را نجات می‌دهد. با این وجود که کریتوس موفق به نجات خانواده‌اش شد؛ ولی چه ارزشی داشت در آخر فهمید که آن‌ها همه‌اش خیالات بوده. هدف خدای جنگ از این کار این بود که روحیه کریتوس را تضعیف کند تا پذیرای شکست شود. کریتوس که حالا تمامی نیروها و اسلحه تیغه‌های آشفتگی را از دست داده بود جنگ را به‌خوبی اداره می‌کند و توانست در هشیاری حملات خدای جنگ را بشکند و به شمشیر قوی کوه المپ دست پیدا کند. بعد از یک نبرد طولانی و سخت، بالاخره کریتوس می‌تواند خدای جنگ را شکست دهد و شمشیرش را در گلوی خدای جنگ فرو برد.
بعد از کشتن خدای جنگ و دریافت تبریکات خدایان مختلف کریتوس از آتنا می‌خواهد کابوس‌ها و زجرهایی که در جانش در اثر گشتن همسر و فرزندش رخنه کرده‌اند را از او دور کند. آتنا به او می‌گوید که می‌تواند جنایات و اشتباهات او را ببخشد ولی هیچ خدا یا نیرویی نیست که بتواند خاطرات کارهای وحشتناکی که در سایه خدای جنگ آرس انجام داده را از وجودش پاک و فراموش کند. کریتوس با احساس ناامیدی به بالای بلندترین کوه یونان می‌رود و با سقوط از بلندی خودکشی می‌کند. (صحنه اول بازی) کریتوس سقوط می‌کند و به درون دریای اژه می‌افتد؛ ولی قبل از اینکه بمیرد احساس می‌کند نیروی عجیبی او را به بالای کوه می‌کشاند. او به بالای کوه کشیده می‌شود، آتنا به کریتوس می‌گوید که خدایان حکم کردند او امروز به دلیل خدمت بزرگش به خدایان نمیرد.
او به کریتوس یادآوری می‌کند که یک تخت در کوه المپ خالی است و یک خدای جنگ جدید لازم است. او به کریتوس پیشنهاد خدای جنگ شدن را می‌دهد و دری که به کوه المپ و تخت خدایی منتهی می‌شود را برای او می‌گشاید، و اینگونه کریتوس خدای جنگ می‌شود؛ و انتقام‌گیری از تمام خدایان آغاز…!
استودیو سنتا مونیکا توسعه بازی را از سال ۲۰۰۲ آغاز کرد. عنوان پروژه در آن زمان اودیسه تاریک بود. بازی تا دو سال بعد ناشناخته بود و در سال [] در همایش روز گیمرهای استودیو سانتا مونیکا در سونی اینتراکتیو انترتینمنت معرفی شد.[1] در یک گفتگو با گیم‌اسپات در همایش نمایشگاه رسانه و تجارت [](E[2004]) توسعه دهندگان گفتند که در بازی نهایی بین ۱۵ تا ۲۰ نوع شکل حمله مختلف با سلاح وجود دارد. آنها اضافه کردند به لطف سیستم کمبو-آزاد در بازی بازیکن می‌تواند حرکات مختلف را به هر شکل و ترتیبی که دوست داردبا هم ترکیب کند و کمبو جدید پیاده کند. گیم اسپات همچنین گفت که سازندگان بازی را «ترکیبی از اکشن‌های دویل می کرای و پازل‌های ایکو می‌دانند.» سازندگان علاوه بر این خاطر نشان کردند که «بازیکن در بازی می‌تواند دشمنان را با یک حرکت دو تیکه کند.» این حرکت، چاک دادن دشمنان با گرفتن آنها و دو نیم کردن آنها است.
کارگردان و خالق بازی، دیوید جفی تأیید کرد که در بازی صحنه‌های سینمایی نیز وجود دارد. خالق بازی در نمایشگاه (E32004) گفت که ما بازی را در نمایشگاه به اجرا درمی‌آوریم و نگاه می‌کنیم تا ببینیم بازیکنان چه مشکلاتی با سیستم دوربین بازی دارند و ادامه داد «ما تمرکز بیش از حد و بسیار زیاد بر اطلاعات گرفته شده از نمایش E3 داریم تا این اطلاعات گرفته شده از این همایش را برای تنظیم کردن و درست کردن مشکلات بازی از جمله سیستم دوربین آن به کار ببریم. دیود جف همچنین گفت ما اطمینان داریم که این مشکلات قبل از عرضه بازی برطرف خواهند شد. او همچنین گفت که اگر بازیکنان از سیستم سینماتیک دوربین متنفرند چ. ما نیز مانند دوربین بازی هیچ کاری نمی‌توانیم برای آنها بکنیم. بازی از موتور (kinetica) استفاده می‌کرد که پیش از این برای ساخت بازی با همین نام استفاده شده‌است.
اگر چه بازی بر اساس اساطیر یونانی ساخته می‌شود اما سازندگان «آزادی زیادی» به خود برای اصلاح اساطیر دادند و دیوید جف کارگردان بازی گفته‌است که «جالب‌ترین جنبه موضوع» در اساطیر را درنظر گرفتند و با استفاده از این عنصر داستان‌نویسی کردند. در یک مصاحبه با یوروگیمر، دیوید جف اظهار خاطر کرد که ایده بازی خدای جنگ مال خود اوست و آنرا مدیون کپ‌کام می‌داند. دیوید جف بعد از بازی کردن بازی اونیموشا به خود گفت که حالا برویم طرح یونانی آن را بسازیم! او تا حدی قسمت‌هایی از بازی را نیز از روی فیلم داستانی برخورد تایتان‌ها الهام گرفته‌است. دیوید جف اضافه کرد که «مفاهیم عالی بازی برای من از ترکیب این فیلم داستانی با مجله موسیقی هوی متال به وجود آمد. کارگردان اظهار نظر کرده‌است که از «هم از مضامین کودکانه در اسطوره‌شناسی یونان و هم از موضوعات بزرگسالانه تر یونان باستان مانند خشونت خوشش می‌آید و علاقه به کار دارد.
در همایش E3 2004 جف به آی‌جی‌ان گفت که هدف تیم خلاق بازی این است که «بازیکن خوی حیوانی و شقاوت را حس کند و به مخاطب اجازه می‌دهد که حیوان درونی آنها آزاد شود و آنها را متحیر کند.» کارگردان خدای جنگ اضافه کرد که سیستم کمبو بازی سطح بی همتایی از آزادی عمل را ارائه می‌دهد. تیم سازنده دو نوع سیستم مبارزات را برای بازی طراحی کرد. سیستم «ماکرو» که به بازیکن اجازه می‌دهد که از میان مبارزات عادی، مبارزه با قدرت‌های جادویی و مبارزه با قدرت «خشم خدایان» یکی را انتخاب بکند و سیستم «میکرو» که در آن بازیکن با فشردن متوالی دکمه‌های معین شده نوعی حمله متفاوت را اجرا می‌کند. پازل‌ها در بازی شامل پازل‌های کامل و جامع که با سه اتاق بازی ادغام و تعبیه شده‌اند «نوع کوچک» و پازل‌های بزرگتر که بین چهار یا پنج اتاق بازی پخش شده‌است «نوع بزرگ» در بازی به اجرا درآمدند. دیوید جفیبازی را با سری شاهزاده ایرانی مقایسه کرد که در آن نیز پازل‌ها و عناصر سکو و پرش با هم ادغام شده‌است گفت که در حالی که در بازی شاهزاده ایرانی هر پازل تفاوت اندکی با با پازل دیگر دارد در خدای جنگ هر پازل منحصر به فرد و متفاوت از دیگری است.
فرانک سیفالدی از گاماسوترا در سال ۲۰۰۶ و در فرهنگستان هنر و علوم تعاملی در لاس وگاس با دیود جف به عنوان توسعه دهنده بازی خدای جنگ گفتگویی را انجام داد. سیفالدی گفت «خدای جنگ یک فرصت نادر برای یک طراح بازی بود.» زیرا که سونی تقریباً تمام کنترل خلق بازی را به او داد تا بازی را با شرایط و ضوابط خود و با یک بودجه قابل توجه توسعه دهد. وی بیان کرد که دیوید جف تمایل داشته تا بازی را «با عشق و نه از روی اجبار و ترس بسازد و این نکته باعث شده‌است که خود کارگردان به عنوان یک گیمر علاقه به تجربه بازی داشته باشد.» در این مصاحبه جف گفت که برای توسعه و ساخت بازی از فیلم مهاجمان صندوق گمشده الهام گرفته‌است. او ادامه داد که می‌خواسته که حس اینکه یک کودک فیلم مهاجمان را تماشا می‌کند در خصوص بازی داشته باشد. همچنین تمایل نداشته‌است که بازیکن در نقش یک ماجراجو قرار بگیرد و به بازی افسانه زلدا اشاره می‌کند. او دقیق توضیح داد که بازی به‌طور ساده گرایانه و با روند رو به جلویی طراحی شده‌است اما «بازی مبتکرانه یا منحصر به فرد نیست و این موضوع عمداً وجود دارد.» جف بیان کرد که سیستم‌های آنها بسیار سطحی است و «تیم را مجبور کرد محتوایی ایجاد کند که بازیکن را از یک منطقه مورد علاقه به منطقه دیگر جذب کند و بکشد.» او گفت که درک کرده که یک طراحی بازی قطعاتی و دارای اجزای مختلف را طراحی کند که نیاز به سطوح با جزئیات بالا و بدون نیاز به ساخت و بافت سازی هر قطعه از محیط بازی را داشته باشد. اما اضافه کرد که پروژه برای آنها کسل کننده می‌شد اگر که از مرز بندی‌های خودشان فراتر نمی‌رفتند.
دمو بازی خدای جنگ با عنوان خدای جنگ: مبارزه با هایدرا، در تاریخ ۱ ژانویه ۲۰۰۵ منتشر شد. این دمو، دشمنان متنوع مبارزاتی کریتوس را نشان می‌دهد و با قسمتی از مبارزه با هایدرا که وارد بازی اصلی می‌شود پایان می‌یابد. بازی در ۲۲ مارس همان سال در آمریکای شمالی، ۸ ژولای در بریتانیا و ۱۷ نوامبر در ژاپن منتشر شد. در پایان ماه ژولای بازی، ششمین بازی پرفروش سال ۲۰۰۵ شد. در ۱ مارس ۲۰۰۶، بازی در لیست بیشترین بازدیدهای پلی‌استیشن ۲ در دسترس قرار گرفت. در ژولای ۲۰۰۶ یک میلیون نسخه از بازی به فروش رفته‌است و درآمد بازی ۴۶ میلیون دلار فقط در آمریکا بود. مجله نسل بعدی بازی را در لیست ۵۰ بازی پر فروش بر روی پلی‌استیشن ۲، ایکس‌باکس، گیم‌کیوب، بین ژانویه ۲۰۰۰ تا ژولای ۲۰۰۶ در کشور آمریکا قرار داد. در ژوئن سال ۲۰۱۲، سونی گزارش داد که ۴٫۶ میلیون نسخه از بازی در سراسر جهان به فروش رسیده‌است.
این بازی و دنباله آن، خدای جنگ ۲ در ۱۷ نوامبر ۲۰۰۹ به عنوان قسمتی از کالکشن خدای جنگ که بر روی کنسول پلی‌استیشن ۳ با گرافیک ارتقا یافته تر و قابلیت پشتیبانی از شبکه پلی‌استیشنرا دارا می‌باشد. این ویژگی‌ها در ۱۸ مارس ۲۰۱۰ در ژاپن، ۲۹ آوریل در استرالیا و ۳۰ آوریل در بریتانیا قابل دسترسی قرار گرفت. بازی خدای جنگ کالکشن به عنوان یک بازی دیجیتال در ۲ نوامبر سال ۲۰۱۰ بر روی فروشگاه پلی استیشن قرار گرفت و اولین محصول نرم‌افزاری پلی استیشن نام گرفت که از از طریق دانلود کردن در دسترس قرار می‌گیرد. مشترکین پلی استیشن پلاس می‌توانند یک ساعت به‌طور آزمایشی هر بازی را دانلود کنند. در ژوئن ۲۰۱۲ از بازی کالکشن خدای جنگ ۲٫۴ میلیون نسخه در سراسر جهان فروش رفته‌است نسخه پلی‌استیشن ویتا بازی در ۶ می ۲۰۱۴ منتشر شد. در ۲۸ اوت ۲۰۱۲، خدای جنگ کالکشن، خدای جنگ ۳، خدای جنگ کالکشن (خدای جنگ: روح اسپارتا، خدای جنگ: زنجیرهای المپ) در یک بازی به نام خدای جنگ ساگا جمع‌آوری شدند. تحت خط تولید کالکشن سونی برای پلی‌استیشن ۳ در آمریکای شمالی منتشر شد.
موسیقی متن اصلی بازی خدای جنگ توسط چند آهنگساز مختلف ساخته شده‌است. رون فیش، وینفرد فیلیپس، مایک ریگن، جرارد مرینو، کریس ولاسکو، وینی والدرون و مارسلو دی فرانسیسی سازندگان موسیقی متن بازی هستند. آهنگ‌ها و موسیقی متن بازی به صورت یک آلبوم بر روی لوح فشرده توسط شرکت سرگرمی‌های سونی و به عنوان یک محصول انحصاری برای فروشگاه محتوا موسیقی سونی در ۱ مارس ۲۰۰۵ منتشر شد. این موسیقی متن همچنین برای کسانی که بازی را خریده‌اند رایگان است زیرا کد شاهد درون بازی قرار دارد و به این ترتیب برای خریداران بازی رایگان می‌شود. در چندین قطعه قسمت‌های صوتی از بازی نیز شنید می‌شود. دیوید ولنتاین از بخش موسیقی آنلاین اسکوئر انیکس نمره ۸٫۱۰ را به موسیقی داد و آهنگسازان بازی را به دلیل جلوگیری از تولید «مضامین اکشن با خسته کنندگی بی‌انتها» تمجید کرد. او از موسیقی متن بازی برای داشتن «تعدای از موسیقی‌ها با مضامین نوازندگی خوب توسعه یافته» و خلاقیت قابل توجه در استفاده از ابزار موسیقی باستانی و قومی در بازی تعریف و تمجید کرد. در مارس ۲۰۱۰ موسیقی متن بازی به عنوان محتوای قابل دانلود از موسیقی متن سه‌گانه خدای جنگ بر روی نسخه «ultimate edition» خدای جنگ ۳ قرار گرفت و منتشر شد.
خدای جنگ «تحسین جهانی» را بر اساس نمره وبگاه نقد و بررسی متاکریکیت، نمره ۹۴٫۱۰۰ برانگیخت. به علاوه بازی امتیاز ۹۴٪ را از گیم‌رنکینگز دریافت کرد. تام لن از سی‌ان‌ان نوشت «خدای جنگ بازی است که به شما دلیل اینکه چرا بازی را در وهله اول و اولین فرصت، بازی را تجربه می‌کنید، یادآوری می‌کند.» او گفت که که بازی اعتیادآور است و اکشن‌های بازی به خوبی با مقدار پازل‌ها و عناصر سکو و پرش متعادل شده‌است. وی بازی را ستایش می‌کند که چطور جلو می‌رود و گفته‌است که بازی «یکی از خشن‌ترین بازی‌های حاضر در بازار است.»
ریموند پادیلا از گیم‌اسپات گفت که گیم پلی بازی «عالی» است و «بخشی از خونین‌ترین، اغراق‌آمیزترین و یکی از خشن‌ترین بازی است که تا کنون دیده‌ام.» او سیستم کمبو بازی را برای اختیاراتی که به بازیکن برای اجرا انواع حرکت‌های ترکیبی می‌دهد تحسین می‌کند اما اضافه می‌کند که این سیستم بازیکنانی که خود را «درون سیستم کمبو غرق می‌کنند» با چالش روبه رو می‌کند. کریس سل از پالاگان گفت که لذت بخش‌ترین جنبه مبارزات بازی سادگی آن است و گفت که رویداد فوری در بازی «بسیار لذت بخش»، «فوق‌العاده رضایت بخش» و سرگرم‌کننده‌ترین در مدت زمان باس فایت‌ها است. در خصوص ترکیب مبارزات با بخش سکو و پرش‌های بازی سل گفته‌است که «خدای جنگ به خوبی ترکیب این دو را بیرون کشیده‌است.»
تام لن داستان بازی را «خارق‌العاده» توصیف کرد. در حالی سل بیان می‌کرد که داستان به خوبی طرح‌ریزی شده و به ندرت روایت متوقف می‌شود. ریموند پادیلا نوشت، «خدای جنگ بهترین چیزی است که در یونان باستان اتفاق افتاده‌است.» از زمانی که هری هملین نقش پرسئوس را در برخورد تایتان‌ها بازی کرده‌است. او صداهای بازی بسیار قدرتمند دانست و ستایش کرد اما احساس کرد برخی از صدا پیشگی و قطعه‌های موسیقی بیش از حد اغراق شده‌است. کریستین رید از یوروگیمر گفت که صدا گذاری بازی «یک نمونه مهیج و بسیار عالی و از موسیقی دراماتیک و حرفه ای با افکت‌های صاعقه ای و تند است.»
سل بیان کرد که گرافیک بازی «به‌طور حتم بهترین بر روی پلی‌استیشن ۲» و دیگر بازی‌های رقیب بر روی ایکس‌باکس است اوگفت که مدل کاراکترها «عالی» است و هر مرحله حس متمایز بودن نسبت به دیگر مرحله‌ها را به انسان می‌دهد. اریک بلتبرگ از مجله جهان پلی استیشن گرافیک بازی را به خاطر فاقد درز بودن، واقع گرایانه و به دلیل توانایی اجرا تا کیفیت ۴۸۰p بر روی تلویزیون‌های تمام صفحه آنرا ستایش کرد. او ادامه داد که بافت‌های بازی «عالی» هستند و محیط‌های بازی «خیره کننده و با جزئیات باور نکردنی» توصیف کرد. مایکل ریپاراز از گیمز ریدار، با اشاره به مقدار جزئیات بازی گفت به دنبال پیر شدن سخت‌افزار پلی‌استیشن ۲، «گرافیک بازی در مواقعی دچار لکنت و توقف و کند شدن سرعت می‌شود.» وی در نهایت نمره عالی را به بازی می‌دهد در نتیجه‌گیری می‌گوید که «این مشکلات بازی، ذره‌های کوچکی هستند که در کنار طراحی خلاقانه بازی، داستان فیکس و دقیق بازی و سرگرم‌کنندگی مطلق و عالی بازی قرار گرفته‌است. به عنوان یکی از بهترین عناوین اکشن بر روی پلی‌استیشن ۲، خدای جنگ یک شاهکار فرا خشن ایستاده‌است.»
سل بیان کرد که خدای جنگ دارای یک سری نواقص است و یکی از بهترین نقص‌ها برای ذکر کردن سیستم دوربین بازی است. او گفت در کنار اینکه دوربین وظیفه دنبال کردن کریتوس را بسیار عالی انجام می‌دهد گفت که «در برخی مواقع کم و نادر هنگامی یک دشمن به کریتوس حمله می‌کند موقعیت حمله خارج از تصویر دوربین قرار می‌گیرد و دوربین آنرا نشان نمی‌دهد یا در موردی دیگر که شما نمی‌توانست پرش درست را انجام دهید به دلیل اینکه اصلاً پرش کریتوس را مشاهده نکرده‌اید.» از دیگر انتقادهای فرعی سل از بازی می‌توان به نبود قابلیت بخش نمایش دوباره یا «replay»، مدت زمان ارتقاء قدرت‌ها و سلاح‌ها در بازی و نبرد نهایی با اریس که او آنرا «کمی ناامید کننده» توصیف کرد. کریستین رید نوشت که در برخی موارد قابل توجه در بازی، اقدامات برای متعادل کننده سکو و پرش بازی آنرا «کمی پر درد سر» کرده‌است. او گفت که ممکن است بازیکن با تعداد زیادی دشمن محاصره شود اما در نهایت «مغز خود را فعال می‌کند و با راه انداختن واکنش خود، از این مکان به قسمت جذابی دیگر در بازی جابه‌جا می‌شود و از شر آنها راحت می‌شود و احساس عظیمی از رضایت درون خود دارد.

## جوایز و افتخارات
خدای جنگ جوایز مختلف «بهترین بازی سال» را دریافت کرده‌است. در سال ۲۰۰۵ و در مراسم جوایز بازی‌های ویدئویی اسپایک، بازی به عنوان «بهترین بازی اکشن» و دیوید جف به عنوان «بهترین کارگردان» انتخاب شدند. بازی همچنین نامزد «بهترین اجرا صدا گذاری» (صدا پیشگی کریتوس توسط ترنس سی کارسون) و بهترین موسیقی بازی شد. در سال ۲۰۰۶ در مراسم جوایز دی.آی.سی.ای. که توسط فرهنگستان هنر و علوم تعاملی برگزار می‌شود، بازی چندین جایزه از جمله «بهترین بازی سال»، «بهترین بازی کنسولی سال» و «بهترین بازی اکشن-ادونچر سال» انتخاب شد. در سال ۲۰۰۹ آی‌جی‌ان، خدای جنگ را به عنوان یکی از هفت بازی برتر پلی‌استیشن ۲ در تمام تاریخ انتخاب کرد. در نوامبر ۲۰۱۲ مجله کامپلکس، خدای جنگ را در میان یازده بازی برتر پلی استیشن ۲ در تمام ادوار قرار داد.
یک رمان رسمی از بازی در ژولای ۲۰۰۹ همراه با رمان خدای جنگ ۲ معرفی شد. متئو استاور و رابرت ای.وارمن نویسندگان رمان‌ها هستند. در ۲۵ مارس ۲۰۱۰ رمان‌ها توسط دل ری بوکس انتشار یافتند. در یک مصاحبه با مجله پلی، وارمن اظهار خاطر کرد که کتاب‌های اسطوره‌شناسی نوشت شده در دهه ۱۹۳۰، او را به اسطوره‌شناسی یونان باستان علاقه‌مند کرد و فرصت کار بر روی رمان خدای جنگ فرصتی بود که «نباید از دست داده می‌شد.» او گفت که ایجاد یک پایه محکم از داستان بازی و ارائه آن به مخاطب ضروری است و رمان به مواد دیگر نیاز دارد تا به راحتی از اکشن بازی پیروی نکند. اگرچه که او بازی را تجربه نکرده‌است اما گفت که خدای جنگ بر اساس کتاب‌های اسطوره‌شناسی یونان ادیث همیلتون طراحی شده‌است، «به خصوص اساطیر پذیرفته شده روی استروئیدها» وارمن کریتوس را یک شخصیت قابل توجه دانست و ادامه داد «این کشمکش و ستیزهای او دربارهٔ انگیزه‌هایش، اگر مشکلی بوجود نیاورد، اورا قهرمان می‌کند.» او ضمن تأیید کار بر روی دومین رمان خدای جنگ، گفت «شرم آور است» اگر آنها کتاب‌های بیشتری برای پر کردن جزئیات این داستان ننویسند. مانند زمانی که او برده آرس بوده‌است یا قبل حوادث و رویدادهایی که قبل از دیدار با پادشاه بربرها اتفاق افتاده‌است. رمان خدای جنگ نامزد دریافت جایزه بین‌المللی انجمن نویسندگان tie-in به عنوان بهترین رمان اقتباسی در سال ۲۰۱۰ شد.
رمان نوشته شده وقایع بازی را روایت می‌کند و یک بینش و درک عمیق‌تر از داستان بازی نیز ارائه می‌دهد، رمان توضیح می‌دهد که آتنا تمایل داشت تا کریتوس آرس را بکشد یا توضیح می‌دهد که آتنا چگونه دیگر خدایان را به استثناء زئوس برای کمک به کریتوس راضی کرد. بعد از آگاهی از نقشه آتنا، زئوس تصمیم به کمک کردن به کریتوس با (با دادن قدرت‌های جادویی و قرار گرفتن در نقش قبر کن و کمک به او برای بیرون آمدن از دنیای مردگان) قصد اینکه او بعد از آرس خدای جنگ شود. پوزئیدون هنگامی که آتنا به او گفت آرس هایدرا را به قلمرو او آورده‌است برای کمک قانع شد. آرتمیس هنگامی قانع شد که آتنا به او گفت آرس و سربازانش بیابان‌ها و حیات وحش او را نابود کرده‌اند واو با کمک به کریتوس می‌تواند مانع ادامه نابودی توسط آرس شود. آفرودیته وقتی از آتنا شنید که مدوسا برنامه ای در مقابل او دارد قانع به کمک شد. هادس از قلم جا افتاده‌است و در کتاب نیست، همانگونه که کریتوس نیز با او ملاقات نداشته و قدرت و جادوی او را نگرفته‌است. از دیگر جا افتادگی‌های داستان در کتاب گرفتن شمشیر توسط کریتوس از آتنا و فاش می‌شود که تیغه‌های آشوب توسط هفائستوس در تارتاروس جعل می‌شود.
هرمس در بازی حضور ندارد اما در رمان، او مسئولیت اطلاع به آتنا که کریتوس اقدام به خود کشی کرده‌است را دارد. دیگر شخصیت‌های جدید بازی کوئس، اولین افسر کشتی کریتوس و دو خدمه مدوسا، جور و مرد نابینا هستند. کتاب توضیح می‌دهد که چگونه موجودات شناخته شده اسطوره‌شناسی که توسط قهرمان‌ها کشت شده‌اند هنوز زنده هستند. برای نمونه زئوس به یاد می‌آورد که هیدرا توسط هرکول کشته شد است و آتنا هم آنرا تأیید می‌کند اما او به زئوس می‌گوید که هیدرا جدیدی از تخم دو تایتان، تیفون و اکیندا دوباره متولد شده‌است.

## فیلم
فیلم اقتباس شده از بازی خدای جنگ در ۲۰۰۵ توسط دیوید جف معرفی شد. جف تأیید کرد که فیلمنامه توسط دیوید سلف نوشته شده‌است و آنها به دنبال کارگردان برای فیلم هستند. یونیورسال پروژه ساخت فیلم را بر عهده گرفت. اما دیوید جف از این موضوع اطلاع نداشت. سرانجام، بیان شد که شک و تردیدها در مورد فیلم به زودی از بین می‌رود و فیلم منتشر می‌شود. در سپتامبر ۲۰۰۸، برت رتنر گفت که ugo، شبکه ای است که فیلم را کارگردانی می‌کند. اما در فوریه ۲۰۰۹، افشا شد که برت رتنر پروژه را ترک می‌کند تا فیلم سرقت از برج را کارگردانی کند. در مارس ۲۰۱۰، سانتا مونیکا تأیید کرد که نظارت خلاقانه ای بر روی بازی وجود ندارد. در مستند «کارگردانی خدای جنگ»، که در سپتامبر ۲۰۱۰ به صورت فیلم درآمد، دیوید جف می‌گوید که ما یک سال و نیم پیش فیلمنامه را به دنیل کریگ دادیم. اما او هیچگاه آنرا برگرداند. او در ادامه خاطر نشان کرد که یک بازیگر دیگر برای نقش کریتوس قرارداد امضا کرده‌است و گفت «این شخص جدید برای فیلم بسیار خوب است اگر که تا پایان، همکاری ادامه داشته باشد.»
در ژولای ۲۰۱۲، هالیوود ریپورتر اطلاع داد که دو نفر از نویسندگان حاشیه اقیانوس آرام، پاتریک ملتون و مارکوس دانستن برای فیلم نامه نویسی فیلم خدای جنگ به کار گرفته شده‌اند. ملتون و دانستن در گفتگو با آی‌جی‌ان گفتند که آنها برای بازسازی روی فیلمنامه دیوید سلف استخدام شده‌اند. با این دیدگاه که فیلمنامه قبلی منسوخ شده‌است و به این دلیل که آنها قبل از این فیلم نویسندگی فیلم‌های برخورد تایتان‌ها، خشم تایتان‌ها را نیز کرده بودند. آنها گفتند که قصد دارند تا کریتوس را انسان کنند، کسی که به عنوان یک کشنده و قاتل شروع شده بود و در فیلم همچنان خانواده خود را داشت. و با نبرد با بربرها دچار تغییرات اساسی شد. ملتون اضافه کرد که «ما قصد داریم که در مورد کریتوس بدانیم و بدانیم که او چگونه شروع کرده‌است.» بر اساس گفته‌های دانستن «با یک فیلم بزرگتر مانند خدای جنگ شما می‌توانید کمی بیشتر در شخصیت کریتوس عمیق شویم که با یک فیلم ترسناک تفاوت دارد. ملتون و دانستن افزودند که یک «برنامه بزرگ» برای شخصیت آرس دارند تا او کمی بیشتر شخصیت او را شرور تر کند. فراتر از حمله او به آتن آنرا شرور کند.
در نوامبر ۲۰۱۲ نویسندگان به گیم‌اسپات گفتند «فیلم خدای جنگ بهبود بهتری به درک و داستان فیلم‌های برخورد تایتان‌ها و فناناپذیران با برداشتن گامی جسورانه در کارگردانی آن به وجود می‌آورد.» ملتون گفت که سونی آنها را تشویق می‌کند تا فیلم را متفاوت از دیگر فیلم‌های که در این ژانر ساخته شده‌است تولید کنند. حضور چارلز روون و آلکس گارتنر تهیه‌کنندگان آنچارتد به عنوان تهیه‌کنندگان فیلم از طریق اطلس انترتینمنت نیز تأیید شد. اوایل سال ۲۰۱۳ کارگردان خدای جنگ: معراج، تاد پاپی گفت که هیچ اطلاعی از شرایط و اوضاع ساخت فیلم ندارد. نویسنده اصلی پشت تمام بازی‌های خدای جنگ(۲۰۱۳_۲۰۰۵) اظهار کرد که مهمترین نگرانی او انتخاب بازیگر نقش کریتوس است. او گفت «هر بازیکن تجربه شخصی با کریتوس دارد و او قرار است با یک بازیگر دیگر مجسم شود. او صدای متفاوتی دارد و کلمات بیشتری خواهد گفت؛ بنابراین من فکر می‌کنم عبور از این مسئله دشوار خواهد بود.» او در آخر ابراز امیدواری کرد که این کار انجام شود. تا ۲۷ دسامبر ۲۰۲۰، کارگردان اصلی فیلم، تاریخ عرضه مشخص نیست و هیچ بازیگری برای ایفای نقش در فیلم نیز تأیید نشده‌است. اما فیلمنامه دچار تغییرات شده‌است. و بودجه فیلم نیز ۱۵۰ میلیون دلار است.
از ۲۶ مارس ۲۰۱۳ هیچ اطلاعات بیشتری در خصوص فیلم منتشر نشده‌است اما به دنبال انتشار خدای جنگ (۲۰۱۸) شایعات پیرامون پتانسیل‌های ساخت فیلم شروع به پخش شدن کرد. استیون اس. ده‌نایت، کارگردان فیلم حاشیه اقیانوس آرام: طغیان بیان کرد که علاقه‌مند است تا کارگردانی یک اقتباس از آن بازی را بر عهده بگیرد و در حال گفتگو با سونی برای ساخت فیلم با درجه R است. به عنوان یکی از بزرگترین هواداران بازی، ده نایت می‌خواهد که یک اقتباس از بازی را ببینید و دوست دارد نقش کریتوس را به دیوید باتیستا بدهد.